# 阿莱娜·基塞利佐娃
阿莱娜·基塞利佐娃（1957年11月14日—），斯洛伐克女子曲棍球运动员。她曾代表捷克斯洛伐克国家队参加1980年夏季奥林匹克运动会曲棍球比赛，获得一枚银牌。